# Doreen Amule
Doreen Ruth aMule, thường được gọi là Doreen Aumule, là một chính trị gia và thành viên của Quốc hội Uganda, đại diện cho Cử tri nữ Amolatar Quận, kể từ năm 2017. Cô là nhà đồng tài trợ cho dự luật nghị viện gây tranh cãi để xóa bỏ giới hạn tuổi tác của tổng thống Uganda, vốn được ghi trong Hiến pháp năm 1995 của Uganda.

## Bối cảnh và giáo dục
Cô sinh ra ở quận Amolatar, vào ngày 28 tháng 10 năm 1982. Cô học trường trung học Masindi từ năm 1998 đến năm 2001, để theo học chương trình bậc O-Level. Sau đó, cô tiếp tục theo học trường trung học Wanale View, ở Mbale cho chương trình giáo dục bậc A-level, từ năm 2002 đến 2003.
Năm 2004, cô được nhận vào Đại học Hồi giáo ở Uganda, tốt nghiệp năm 2007 với bằng Cử nhân Quản lý Nhân sự. Năm 2010, cô theo học tại Trung tâm phát triển luật ở Campuchia, tốt nghiệp với chứng chỉ Luật hành chính. Sau đó, vào năm 2014, cô tốt nghiệp Thạc sĩ Quản trị kinh doanh tại Đại học Nkumba.

## Kinh nghiệm làm việc
Năm 2008, Amule bắt đầu làm trợ giảng tại Đại học Nile tại cơ sở Arua cho đến năm 2009.

## Sự nghiệp chính trị
Năm 2011, Amule được bầu làm Ủy viên Hội đồng Chính quyền địa phương quận Amolatar. Năm 2014, cô được bầu làm Chủ tịch Hội Phụ nữ tại Quận Amolatar, phục vụ trong khả năng đó vào năm 2016. Trong cùng thời gian đó, bà là Phó chủ tịch của "Mạng lưới phụ nữ được bầu chọn tại châu Phi" (REFELA), và là Chủ tịch của Ủy ban đạo đức và trách nhiệm của Hiệp hội chính quyền địa phương Uganda. Từ năm 2011 đến năm 2016, cô là Chủ tịch Hội đồng Địa phương huyện Amolatar.
Năm 2016, Amule đã tranh cử ghế quốc hội cho Khu vực bầu cử phụ nữ của quận Amolatar. Cô tranh cử với tư cách đại diện cho Đảng chính trị Phong trào Kháng chiến Quốc gia cầm quyền. Cô đã thắng cử và là dân biểu đương nhiệm.